# Kachina (prénom)
Pour les articles homonymes, voir Kachina.
Kachina est un prénom féminin.

## Sens et origine du prénom
- Prénom féminin d'origine nord-amérindienne[1].
- Prénom qui signifierait "danseuse sacrée". Il s'agit en fait d'une figure mythologique des Hopis. Même s'il existe une danse traditionnelle dénommée Kachina, cette cérémonie n'a semble-t-il jamais été utilisée comme prénom[2],[3].

## Prénom de personnes célèbres et fréquence
- Prénom aujourd'hui peu usité aux États-Unis [4].
- Prénom usité en Australie bien que relativement rarement.
- Prénom rarement donné en France[5].